# Shuna
Shuna (Siuna en gaèlic) és una petita illa de les Hèbrides Interiors, situada al nord-oest d'Escòcia. Forma part del grup de les Slate, trobant-se situada a l'est de l'illa de Luing.
Hi existeix un castell construït el 1911 per a un cost de 300 000 £. Durant els anys 1980 va estar a punt d'enrunar-se debut al seu estat de conservació i a la manca de diners per restaurar-lo.
Durant el segle xix la població de Shuna arribà als 69 habitants, però amb el cens de 2001 l'illa es va convertir en una de les quatre illes escoceses amb una població d'una sola persona. L'illa ha estat és propietat de la família Gully des de 1946.